# 阿尔多·吉拉
阿尔多·吉拉（義大利語：Aldo Ghira，1920年4月4日—1991年7月13日），意大利前男子水球运动员。他曾代表意大利国家队参加1948年夏季奥林匹克运动会水球比赛，结果队伍获得金牌。